# Gamma Aquarii
Désignations
Gamma Aquarii (γ Aqr / γ Aquarii) dans la désignation de Bayer est une étoile binaire de la constellation du Verseau. Elle porte également le nom traditionnel Sadachbia.

## Nomenclature
Sadachbia est approuvé pour Gamma Aquarii / γ Aqr par l'Union Astronomique Internationale le 21 août 2016. C’est l’arabe سعد الأخبية Saᶜd al-Aḫbiyya, « la Propice des Caches », nom du groupe d’étoiles γζηπ Aqr, lequel constitue, dans la ciel arabe traditionnel, la XXVe des manāzil al-qamar ou « stations lunaires ». Ce groupe s’appelle ainsi, selon ᶜAbd al-Raḥmān al-Sūfī al-Ṣūfī (964), au fait que « l’atmosphère s’adoucit à leur lever héliaque et que sortent de leurs caches sous terre les animaux engourdis par le froid d’hiver, tels les serpents ou les scorpions ».

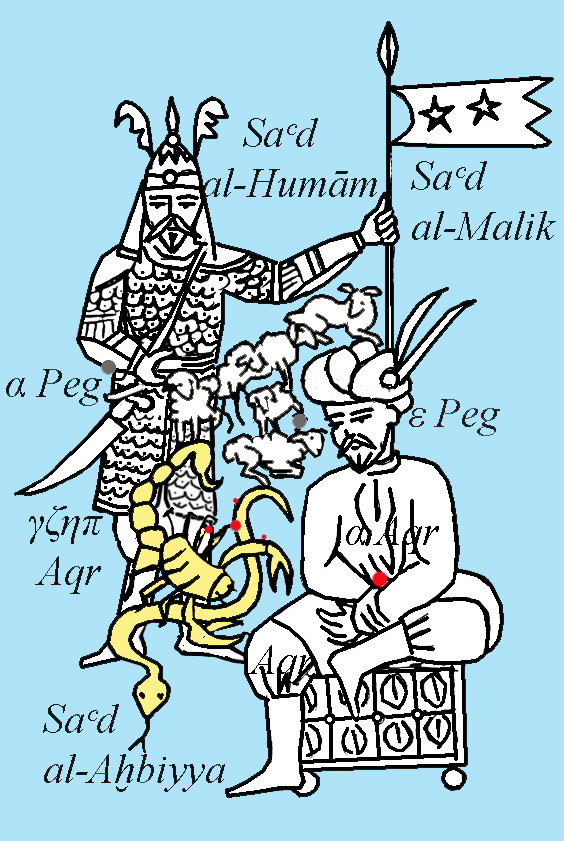
La figure de سعد الأخبية "Saᶜd al-Aḫbiyya", « la Propice des Caches » (Dessin de Roland Laffitte).

Dans sa traduction du یجِ سلطانی Zīğ-i Sulṭānī ou « Tables sultaniennes » d’Uluġ Bēg (1437), Thomas Hyde (1665) transcrit Sa’d AlAchbija, ce qui est repris aussi bien par Johann Elert Bode (1801) sous la forme Sa’d el-achbijah pour le groupe γζηπ Aqr, par le biais du philologue Friedrich Wilhelm Lach (1796) que par Giuseppe Piazzi (1814) sous la forme Sadachbia  pour la seule étoile γ Aqr. C’est cette dernière forme qui a pu s’imposer grâce à Richard Allen (1899).
Une variante de Sadachbia est Aoul al Achbiya. L’Égyptien Muḥammad al-Aḫsāsī al-Muwaqqit (XVIIe s.) individualise 3 des 4 étoiles du γζηπ Aqr. 'βγ Aqr est ainsi chez lui آوُل ألأخبية  Awwal  al-Aḫbiyya, « la premièr [de la Propice] des Caches », qu’Edward Ball Knobel transcrit Aoul al Achbiya et traduit Prima Tabernaculorum. C’est cette transcription qui est passée comme nom sur les catalogues de la toile pour ζ1 Aqr.

## Propriétés
Gamma Aquarii est une binaire spectroscopique dont les deux étoiles complètent une orbite avec une période de 58 jours et à une distance moyenne d'au moins 0,40 ua[réf. à confirmer]. Sa composante visible est une étoile blanche de la séquence principale de type spectral A0V.

γ Aquarii
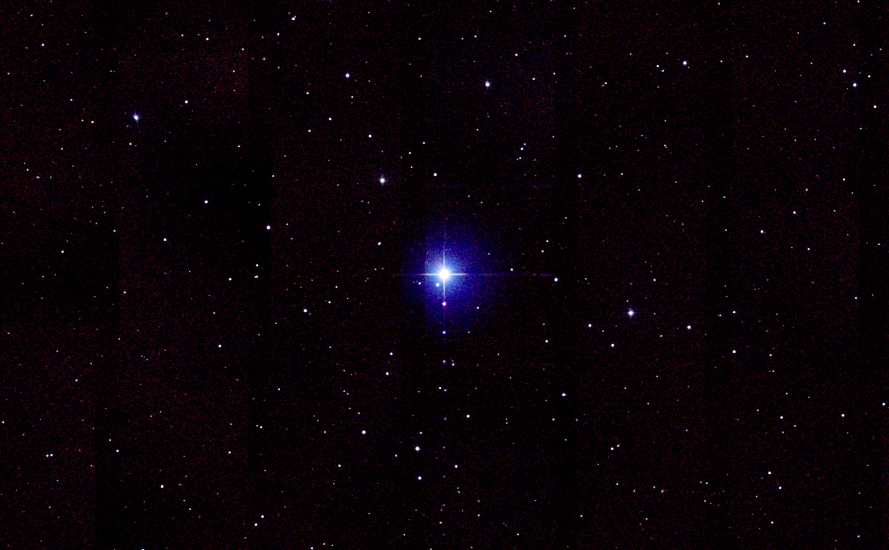
L'étoile γ Aquarii par le relevé 2MASS (infrarouge)
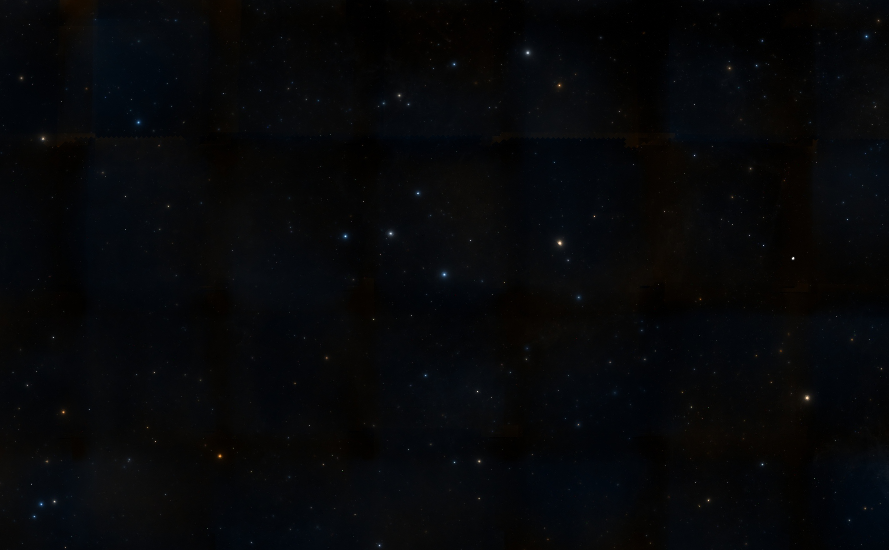
Image DSS centrée sur Gamma Aquarii
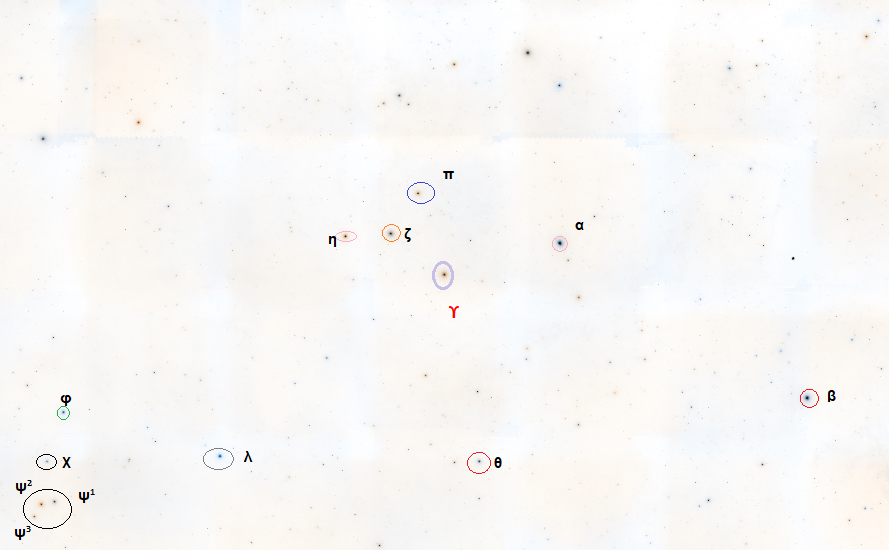
gauche]Image DSS centrée sur gamma Aquarii, avec quelques étoiles voisine marquées